# Страчинци
Страчинци (на македонска литературна норма: Страчинци) е село в Община Гази Баба на Северна Македония.

## География
Селото е разположено в областта Църногория, североизточно от Скопие в подножието на Скопска Църна гора.

## История
В края на XIX век Страчинци е село в Скопска каза на Османската империя. Според статистиката на Васил Кънчов („Македония. Етнография и статистика“) към 1900 година в Страченци живеят 50 българи християни и 40 арнаути мохамедани.
В началото на XX век цялото население на селото е под върховенството на Българската екзархия. По данни на секретаря на екзархията Димитър Мишев („La Macédoine et sa Population Chrétienne“) в 1905 година в Стачинци има 32 българи екзархисти.
След Междусъюзническата война в 1913 година селото влиза в границите на Сърбия.
На етническата си карта от 1927 година Леонард Шулце Йена показва Старчинце (Stračince) като албанско село.
В 1997 – 1999 година на мястото на малка стара каменна джамия от XIX век в центъра на селото е изграден нов голям мюсюлмански храм.
Според преброяването от 2002 година Страчинци има 1185 жители.
| Националност     | Всичко |
| северномакедонци | 396    |
| албанци          | 787    |
| турци            | 1      |
| роми             | 0      |
| власи            | 0      |
| сърби            | 0      |
| бошняци          | 0      |
| други            | 1      |